# Stenosepala
Stenosepala là một chi thực vật có hoa trong họ Thiến thảo (Rubiaceae).

## Loài
Chi Stenosepala gồm các loài: